# 674

## Esdeveniments
- La dinastia omeia conquereix Creta a l'Imperi Romà d'Orient.[1]
- Batalla naval de Cízic, victòria de l'Imperi Romà d'Orient contra els àrabs, gràcies a l'ús del foc grec, invenció de Cal·línic d'Heliòpolis.[2]